# Гідроелектроенергетика Словенії

## Загальна характеристика
Історія гідроенергетики Словенії налічує понад 100 років. У 2014 році ця галузь забезпечила 6,366 млрд кВт·год, або 36,5 % від загального виробництва електроенергії в країні, при цьому в порівнянні із 1996 роком виробництво зросло на 73,5 %. Втім, результат 2014 року частково є результатом сприятливих погодних умов. Встановлена середньорічна виробітка електростанцій потужністю понад 10 МВт становить 3,995 млрд кВт·год. З урахуванням виробітки малих ГЕС та ГАЕС середньорічна виробітка гідроенергетики Словенії станом на 2016 рік дещо менша за 5 млрд кВт·год.
| Рік  | Усього виробництво | У т. ч. на малих ГЕС до 10 МВт | У т. ч. на приватних ГЕС до 1 МВт | У т. ч. на ГАЕС | При цьому спожито ГАЕС |
| 1996 | 3668               | 88                             | 88                                | —               | —                      |
| 1997 | 3091               | 73                             | 73                                | —               | —                      |
| 1998 | 3450               | 99                             | 99                                | —               | —                      |
| 1999 | 3739               | 93                             | 93                                | —               | —                      |
| 2000 | 3834               | 340                            | 90                                | —               | —                      |
| 2001 | 3796               | 371                            | 109                               | —               | —                      |
| 2002 | 3313               | 327                            | 94                                | —               | —                      |
| 2003 | 2957               | 268                            | 79                                | —               | —                      |
| 2004 | 4095               | 437                            | 151                               | —               | —                      |
| 2005 | 3461               | 383                            | 156                               | —               | —                      |
| 2006 | 3591               | 424                            | 184                               | —               | —                      |
| 2007 | 3266               | 409                            | 177                               | —               | —                      |
| 2008 | 4018               | 457                            | 180                               | —               | —                      |
| 2009 | 4715               | 380                            | 66                                | —               | —                      |
| 2010 | 4703               | 396                            | 68                                | 185             | 245                    |
| 2011 | 3706               | 295                            | 46                                | 144             | 193                    |
| 2012 | 4087               | 303                            | 53                                | 188             | 251                    |
| 2013 | 4923               | 379                            | 75                                | 294             | 392                    |
| 2014 | 6366               | 496                            | 118                               | 274             | 363                    |

## Діючі каскади ГЕС
Наразі у складі гідроенергетики Словенії діють три каскади ГЕС на річках Соча (басейн Адріатичного моря), Сава та Драва (притоки Дунаю). Найбільшим з-поміж них є дравський, вісім електростанцій якого мають загальну потужність 587 МВт, а середньорічна виробітка електроенергії сягає 2646 млн кВт·год. Електростанції на Саві при потужності 221 МВт забезпечують виробництво 699 млн кВт·год, а ГЕС річки Соча 685 млн кВт·год при потужності гідроагрегатів 136 МВт. Можливо також відмітити, що спорудження савського каскаду продовжується.

## Каскад ГЕС на Мурі
У рамках подальшого розвитку гідроенергетики Словенії планується створення каскаду електростанцій на річці Мура, лівій притоці Драви.  Він може складатись з 8 ГЕС загальною потужністю 132 МВт та середнім річним виробництвом 677 млн кВт·год. Утім, проект стикається зі значними складнощами, оскільки проти нього активно виступають екологи та природоохоронні інституції Євросоюзу. Висловлюється проти будівництва і Австрія, думка якої особливо важлива, оскільки верхні 6 станцій (Сладкі Врх, Чмурек, Конжишче, Апаче, Радгона та Раденці), на які повинно припадати 98 МВт потужності та 476 млн кВт·год електроенергії, мають розташовуватись на ділянці Мури, що утворює державний кордон між Словенією та Австрією. При цьому можна зауважити, що австрійці вже спорудили на своїй ділянці Мури 21 ГЕС, ще 2 є на стадії будівництва та 1 на підготовчому етапі.
Враховуючи зазначене, найбільше шансів на реалізацію мають дві електростанції, місце розташування яких повністю перебуває на словенській території — Храст'є Мота (17 МВт, 96 млн кВт·год) та Верзеж  (17 МВт, 105 млн кВт·год). Відносно першої з 2012 ведуться екологічні дослідження, які повинні бути завершені та винесені на громадські слухання у 2016 році. Також у 2013 словенський уряд прийняв постанову про підготовку землевідводу під цю станцію.

## Гідроакумуляційні станції
Для покриття пікових навантажень, особливо в країнах з суттєвою долею атомної енергетики, важливе значення мають гідроакумулювальні електростанції. У Словенії над спорудженням такого об'єкта почали працювати у 1993 році. Відбір підрядників, що будуть брати участь у будівництві, припав на 2003, а безпосередній старт робіт на місці майбутньої ГАЕС Авче відбувся в серпні 2005 року. Через п'ять років станція була введена в експлуатацію. ГАЕС Авче має 1 гідроагрегат потужністю 185 МВт. Як нижня водойма використовується водосховище, створене греблею Аджба на річці Соча. Верхня водойма облаштована на струмку Канальски Врх. Вони з'єднані 700 метровим тунелем діаметром 4,5 метра. За проєктом ГАЕС Авче може виробляти за рік до 426 млн кВт·год електроенергії, споживаючи при цьому 563 млн кВт·год.
Також Словенія розглядає можливість побудови другої ГАЕС Козжак у басейні річки Драва. Її характеристики повинні бути більшими за аналогічні у вже діючої Авче — 2 гідроагрегати по 220 МВт, що вироблятимуть за рік до 860 млн кВт·год електроенергії. Контракт на попередні польові дослідження та базове проектування уклали 2006 року. У 2011 був виданий урядовий декрет, що затвердив землевідвід під майбутнє будівництво. 2014 року пройшло затвердження базового проєкту.